# 市川男女蔵 (6代目)
六代目 市川男女蔵（ろくだいめ いちかわ おめぞう、1967年〈昭和42年〉10月9日 - ）は、歌舞伎役者、俳優。東京都生まれ。屋号は滝野屋、定紋は「隅切り角に一葉紅葉（すみきりかくに ひとつは もみじ）」。
四代目市川左團次の長男で、歌舞伎名跡「市川男女蔵」の当代。本名は荒川 謹次（あらかわ きんじ）。公称身長177cm・血液型A型。

## 人物
主に立役。荒事やどっしりとした悪役から三枚目までこなす演技派。「新春浅草歌舞伎」で長らく中核を務めるなど、歌舞伎界では若手の兄貴分的存在。
近年では父・四代目左團次の役を継承する一方、新作歌舞伎でも存在感を見せている。
伝統歌舞伎保存会会員。

## 来歴
1967年（昭和42年）10月9日、東京都生れ。
1973年（昭和48年）1月歌舞伎座『酒屋』の娘おつう役で、本名の荒川謹次の名で初御目見。
同年3月国立劇場奨励賞受賞。
1974年（昭和49年）2月歌舞伎座『たぬき』の倅梅吉役、『燈台鬼』の少年時代の道麻呂役などで六代目市川男寅を名乗り初舞台。
1976年（昭和51年）1月国立劇場特別賞受賞。
2001年（平成13年）1月若手の登龍門「新春浅草歌舞伎」に出演。以降平成24年まで12年連続で出演。
2003年（平成15年）5月歌舞伎座『暫』の成田五郎役で六代目市川男女蔵を襲名。

## 主な出演
- 平成二十六年新春浅草歌舞伎『上州土産百両首』 - 金的の与一 役、同『博奕十王』 - 閻魔大王 役[5]（2014年1月・浅草公会堂）
- スーパー歌舞伎Ⅱ『ワンピース』 （2015年10月-11月、新橋演舞場／2016年2月、大阪松竹座／3月、博多座／2017年10月-11月、新橋演舞場） - インペルダウン監獄署長マゼラン 役
- 芸術祭十月大歌舞伎『女暫』（2016年10月・歌舞伎座） - 成田五郎[6] 役
- 三谷かぶき『月光露針路日本 風雲児たち』（2019年6月・歌舞伎座） - 小市役
- スーパー歌舞伎Ⅱ『新版オグリ』（2019年10月-11月、新橋演舞場） - 横山修理大夫／長殿 役